# Гарем (фильм, 1985)
«Гарем» — французский фильм режиссёра Артюра Жоффе 1985 года. В главных ролях — Бен Кингсли и Настасья Кински.

## Сюжет
Молодую американку, работающую трейдером на бирже в Нью-Йорке, по приказу арабского шейха похищают и переправляют на корабле в его гарем посреди пустыни. Сначала она, будучи разгневанной, сердится и пытается сбежать, но затем свыкается со своим положением.
В один из дней они приятно проводят время в отеле. Вернувшись раньше времени, они обнаруживают, что в отсутствие шейха в его доме иностранные рабочие развлекаются с женщинами гарема. Шейх прогоняет их (застрелив одного) и приказывает охраннику в следующий раз стрелять в посторонних. Он отпускает пленницу, они дружески прощаются. После её отъезда шейха убивает собственный охранник.
Фильм заканчивается сценой, где героиня идёт по улице Нью-Йорка и видит группу мусульманок в никабах.

## В ролях
- Бен Кингсли — Селим
- Настасья Кински — Дайен
- Деннис Голдсон — Массуд
- Майкл Робин — Рауль

## Съёмки
Съёмки фильма проходили в Марокко и Нью-Йорке. По словам Бена Кингсли, события в гареме снимались в Марракеше в течение двух недель. Настасья Кински вышла замуж за кинопродюсера Ибрагима Мусу, который сыграл в картине эпизодическую роль.

## Награды
Картина получила две награды французской кинопремии «Сезар» («Лучшие костюмы» и «Лучший постер»), а также три номинации («Лучшая работа оператора», «Лучший звук», «Лучшая дебютная работа» — Артюр Жоффе).

## Критика
Критики отмечали слабый сюжет и непроработанность характеров персонажей. Так, американский кинокритик Леонард Малтин называл картину «бессодержательной, скучной драмой». Российский критик Сергей Кудрявцев писал, что шейх «не становится понятнее и яснее по характеру даже благодаря упорным попыткам английского актёра Бена Кингсли оживить и очеловечить придуманную авторами схему», а Кински «вообще нечего играть — и она выглядит как удивлённая туристка, попавшая во время съёмок на Ближний Восток».